# Neuropsychiatrie
Tot 1984 was neuropsychiatrie in Nederland een medisch specialisme waarin zowel neurologie als de psychiatrie beoefend werd. De arts die deze vijfjarige opleiding had afgerond, mocht zich zenuwarts noemen.
De neuropsychiatrie werd opgedeeld in 2 medische specialismen: neurologie en psychiatrie. 
Vandaag de dag is neuropsychiatrie een sub-specialisatie van de psychiatrie. In de neuropsychiatrie worden vooral de biologische oorzaken onderzocht die een rol spelen bij psychiatrische aandoeningen. Biologische oorzaken kunnen bijvoorbeeld afwijkingen zijn in het neurotransmittersysteem of in de neurale netwerkstructuur van de hersenen. De neuropsychiatrie is erg gestoeld op de moleculaire psychiatrie en de biologische psychiatrie.
Basisarts · Huisarts · Specialist —
Acute geneeskunde ·
Anesthesie-reanimatie ·
Arbeidsgeneeskunde ·
Arts Maatschappij en Gezondheid ·
Arts voor verstandelijk gehandicapten ·
Beheer van gezondheidsgegevens ·
Cardiologie ·
Dermato-venereologie ·
Endocrino-diabetologie ·
Forensische of gerechtelijke geneeskunde ·
Fysische geneeskunde ·
Gastro-enterologie ·
Geriatrie ·
Gynaecologie en verloskunde ·
Heelkunde ·
Intensieve zorg ·
Interne of inwendige geneeskunde ·
Kinder- en jeugdpsychiatrie ·
Klinische biologie ·
Klinische chemie ·
Klinische farmacologie ·
Klinische genetica ·
Mond-, kaak- en aangezichtschirurgie ·
Nefrologie ·
Neurochirurgie ·
Neurologie ·
Nucleaire geneeskunde ·
Oncologie ·
Oftalmologie of oogheelkunde ·
Orthopedie ·
Otorinolaryngologie, kno-heelkunde of nko-heelkunde ·
Pathologische anatomie ·
Pediatrie ·
Plastische, reconstructieve en esthetische heelkunde ·
Pneumologie of longziekten ·
Psychiatrie ·
Radiologie ·
Radiotherapie-Oncologie ·
Reumatologie ·
Revalidatiegeneeskunde ·
Sociale geneeskunde ·
Sportgeneeskunde ·
Stomatologie of kaakchirurgie ·
Spoedeisende of urgentiegeneeskunde ·
Urologie ·
Verzekeringsgeneeskunde en medische expertise